# Temporada da Copa Clio de 2008
A Temporada de 2008 da Copa Clio ocorreu entre 20 de abril e 30 de novembro de 2008 tendo José Cordova como campeão da temporada.

## Pilotos e equipes
| Equipe                                   | Nº | Pilotos                     |
| ---------------------------------------- | -- | --------------------------- |
| Bolivar Motorsport                       | 33 | Luiz Frediani Junior        |
| Bolivar Motorsport                       | 70 | Robson Vieira               |
| Pontão VL Racing                         | 33 | Edson do Valle              |
| Carvalhal Motorsport                     | 11 | Luciano Silva               |
| Elite Competições                        | 12 | Carlos Henrique P. da Rocha |
| Manelão Competições                      | 7  | Frederico Fiamma            |
| Officer Black & Decker Racing Motorsport | 17 | Luciano Kubrusly            |
| Officer Black & Decker Racing Motorsport | 38 | Luis Frediani               |
| W Racing                                 | 9  | José Vitte                  |
| W Racing                                 | 8  | José Cordova                |
| M2 Competições                           | 69 | Fernando Schilickmann       |
| M2 Competições                           | 13 | Rodolfo Pousa               |
| Motorfast Racing                         | 22 | Betinho Sartório            |
| Paioli Racing                            | 98 | Eduardo Garcia              |
| Paioli Racing                            | 25 | Graziela Paioli             |
| Paioli Racing                            | 21 | Peter Gottschalk Jr.        |
| Paioli Racing                            | 37 | Peter Gottschalk            |
| Paioli Racing                            | 38 | Renato Pereira              |

## Calendário
| Etapa | Corrida              | Circuito                                     | Data           | Vencedor      |
| ----- | -------------------- | -------------------------------------------- | -------------- | ------------- |
| 1     | Curitiba-PR          | Autódromo Internacional de Curitiba          | 20 de abril    | José Cordova  |
| 2     | São Paulo-SP         | Autódromo de Interlagos                      | 11 de maio     | José C. Vitte |
| 3     | Brasília-DF          | Autódromo Nélson Piquet de Brasília          | 15 de junho    | José Cordova  |
| 4     | São Paulo-SP         | Autódromo de Interlagos                      | 13 de julho    | José Cordova  |
| 5     | Rio de Janeiro-RJ    | Autódromo de Jacarépaguá                     | 17 de agosto   | José Cordova  |
| 6     | Santa Cruz do Sul-RS | Autódromo Internacional de Santa Cruz do Sul | 14 de setembro | José Cordova  |
| 7     | Curitiba-PR          | Autódromo Internacional de Curitiba          | 16 de novembro | José Cordova  |
| 8     | Curitiba-PR          | Autódromo Internacional de Curitiba          | 16 de novembro | José Cordova  |
| 9     | São Paulo-SP         | Autódromo de Interlagos                      | 30 de novembro | José Cordova  |
| 10    | São Paulo-SP         | Autódromo de Interlagos                      | 30 de novembro | José Cordova  |